# Костреша
Костреша (на сръбски: Костреша) е село в Босна и Херцеговина, разположено в община Пале, в ентитета на Република Сръбска. Намира се на 1276 метра надморска височина. Населението му според преброяването през 2013 г. е 8 души, от тях: 8 (100 %) сърби.

## Население
Численост на населението според преброяванията през годините:
- 1961 – 63 души
- 1971 – 44 души
- 1981 – 17 души
- 1991 – 7 души
- 2013 – 8 души